# Conacul Cantacuzino-Pașcanu de la Ceplenița
Conacul din Ceplenița este un conac, acum în ruină, care se află în satul Ceplenița din județul Iași și care a fost construit de către familia vornicului Nestor Ureche, tatăl cronicarului Grigore Ureche la începutul secolului al XVII-lea.
Ansamblul Conacului Cantacuzino-Pașcanu se află pe Lista Monumentelor Istorice din județul Iași din anul 2004, având cod LMI IS-II-m-B-04119 și fiind format din 3 obiective:
- Biserica Sf. Voievozi, datând din 1802 și având codul IS-II-m-B-04119.01;
- Turnul clopotniță al bisericii, de la începutul secolului al XIX-lea și având codul IS-II-m-B-04119.02;
- Zidul de incintă, de la începutul secolului al XIX-lea și având codul IS-II-m-B-04119.03.

## Istoric

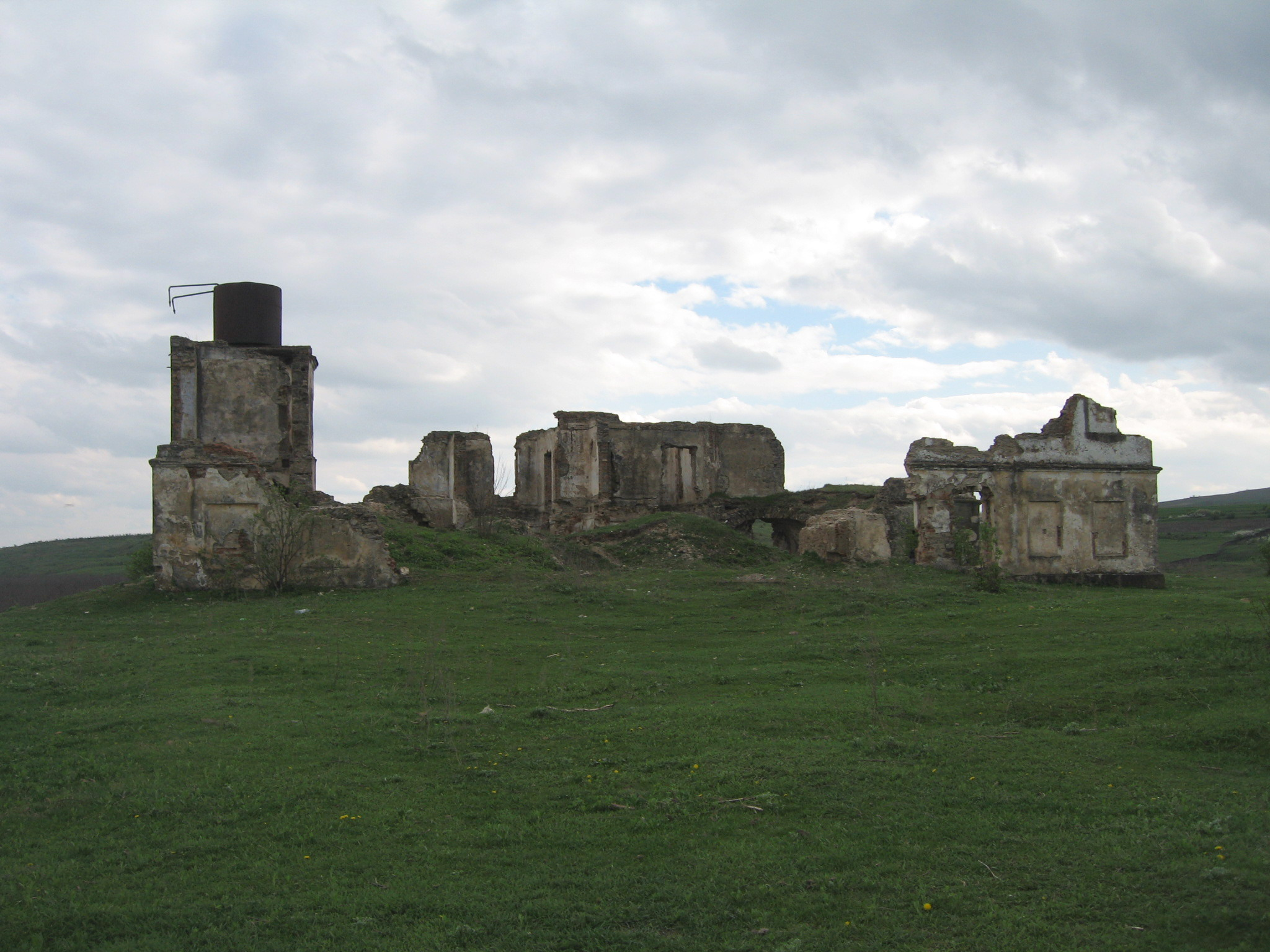
Ruinele conacului familiei Ureche din Ceplenița

La sfârșitul secolului al XVI-lea, domnitorul Moldovei, Petru Șchiopul (1574-1577, 1578-1579 și 1583-1591) a dat boierilor Ureche satul Ceplenița „pentru 12 cai buni, dați în slujba țării”. Familia Ureche, atestată încă de pe vremea lui Ștefan cel Mare, vindea cai de rasă Curții domnești și avea în arendă stărostia Rohatinului în Polonia.
După cum relatează istoricul ieșean Gheorghe Ghibănescu în lucrarea „Surete și izvoade” (vol. II, Iași, 1907), în anul 1617, domnitorul Moldovei Radu Mihnea Vodă (1616-1619, 1623-1626) a dat un hrisov domnesc prin care „vornicului Nestor Ureche, tatăl cronicarului Grigore Ureche i se reconfirmă posesia moșiei Ceplenița, toate satele din țara Moldovei și anume: 52 sate întregi, 45 părți de sate, 17 moșii, 6 heleștee, un loc de vânat, o prisacă, 45 fălci de vie în cele 19 județe ale Moldovei de pe atunci și satul Ceplenița, satul Buhalnița ce este mai sus de hotarul ceplenițenilor, cu vad și moară în râul Bahlui ce este în ținutul Hârlăului”.
În jurul anilor 1600-1605, vornicul Nestor Ureche a construit pe culmea dealului Ceplenița, străjuit de plopi seculari, o curte boierească și un conac. Conacul avea ziduri groase și era formată din șase încăperi boltite în zidărie, întinse pe două nivele (parter + etaj), având în total o suprafață desfășurată de circa 300 m2. Sub clădire era o pivniță. Tot ansamblul de clădiri era o incintă fortificată, având ziduri înalte de peste 2 metri.
În anul 1628, satul Ceplenița (cu conacul), împreună cu moșia alăturată, Buhalnița, sunt moștenite de către cronicarul Grigore Ureche, mare logofăt al Moldovei și fiu al vornicului Nestor Ureche. Acestea trec ulterior (în 1647) în proprietatea fiului său, Vasile Ureche, care la rândul său a vândut această proprietate lui Pascu Lupașcu-Buhuș, căsătorit cu Safta, fiica vistiernicului Iordache Cantacuzino. Începând de atunci, moșia și conacul au devenit proprietatea boierilor cantacuzini. Printre proprietari amintim pe paharnicul C. Cantacuzino (pe la 1758), logofătul Iordache Cantacuzino (în perioada 1793-1816), vistiernicul Iordache Cantacuzino și apoi Mihalache Cantacuzino.
În jurul anului 1835, Iordache III Cantacuzino-Pașcanu a construit un frumos palat pe ruinele curții boierești pe care o ridicase aici, pe la începutul secolului al XVII-lea, marele vornic Nestor Ureche, tatăl cronicarului Grigore Ureche. Lucrările efectuate de ei au avut ca efecte extinderea conacului prin adăugarea unor noi camere, construirea unei intrări în partea de nord a clădirii și a unei bolți de trăsuri sprijinită pe patru coloane de piatră și care avea la mijloc emblema cantacuzină: vulturul bicefal. După cum descriu istoricii, încăperea cea mai spațioasă avea 16 m lungime și 7 m lățime, iar înălțime ei era de 4 m. Camera avea un plafon zugrăvit în culorile roșu și albastru. Ulterior, Mihalache Cantacuzino-Pașcanu, care a refăcut și biserica de curte, a construit casele din marea curte alăturată.
Pe la mijlocul secolului al XIX-lea, conacul îl are ca proprietar pe Constantin Cantacuzino-Pașcanu, participant la mișcarea unionistă din Moldova din 1848 și care fusese exilat de domnitorul Mihail Sturdza la Ceplenița ca urmare a simpatiilor sale revoluționare. În anul 1857, atât moșia, cât și conacul de la Ceplenița trec în proprietatea ginerilor lui Mihail Cantacuzino, Panaite Balș și Ion Văcărescu.
Hristache D. Zarifopol preia conacul de la Ceplenița în anul 1868, în contul unei datorii neachitate. În perioada celui de-al doilea război mondial, proprietarii moșiei și conacului de la Ceplenița au fost Hristache Zarifopol și George și Eliza Zarifopol cu Eliza Zarifopol, unchii lui Paul Zarifopol, cunoscutul critic literar din perioada interbelică.
Odată cu instaurarea regimului comunist, conacul și moșia sunt expropriate și trec în proprietatea satului. Este instalată aici o școală gimnazială, apoi în anii '80 aici și-au avut sediul Căminul Cultural și Biblioteca comunală. În această perioadă, clădirea se degradează nemaifiind întreținută corespunzător. În anul 1986, o parte semnificativă a conacului a fost distrusă de un incendiu devastator izbucnit din cauze obscure.
După spusele primarului comunei Ceplenița din anul 2000, Ion Ungureanu, focul ar fi fost pus intenționat pentru a se acoperi o fraudă. „În anul 1984, prin Primărie, s-au obținut fonduri pentru renovarea clădirii. Banii au fost cheltuiți cine știe de cine, însă clădirea nu a fost renovată. După ce s-a auzit că vine un control, s-a dat foc curții boieresti. A ars acoperișul, însă de atunci clădirea nu a mai fost reparată, și nu a mai fost funcțională.  A fost începută o anchetă, însă a fost stopată. Suspectat de izbucnirea incendiului a fost bibliotecarul, însă focul nu a început în bibliotecă, ci de pe acoperiș. De inimă rea, bibliotecarul a înnebunit.”
Conacul avea o suprafață de circa 500 metri pătrați, pardoseli din stejar masiv, groase de peste 6 cm, beciuri, pereți groși de aproape un metru, precum și un zid împrejmuitor de piatră.

## Distrugerea conacului

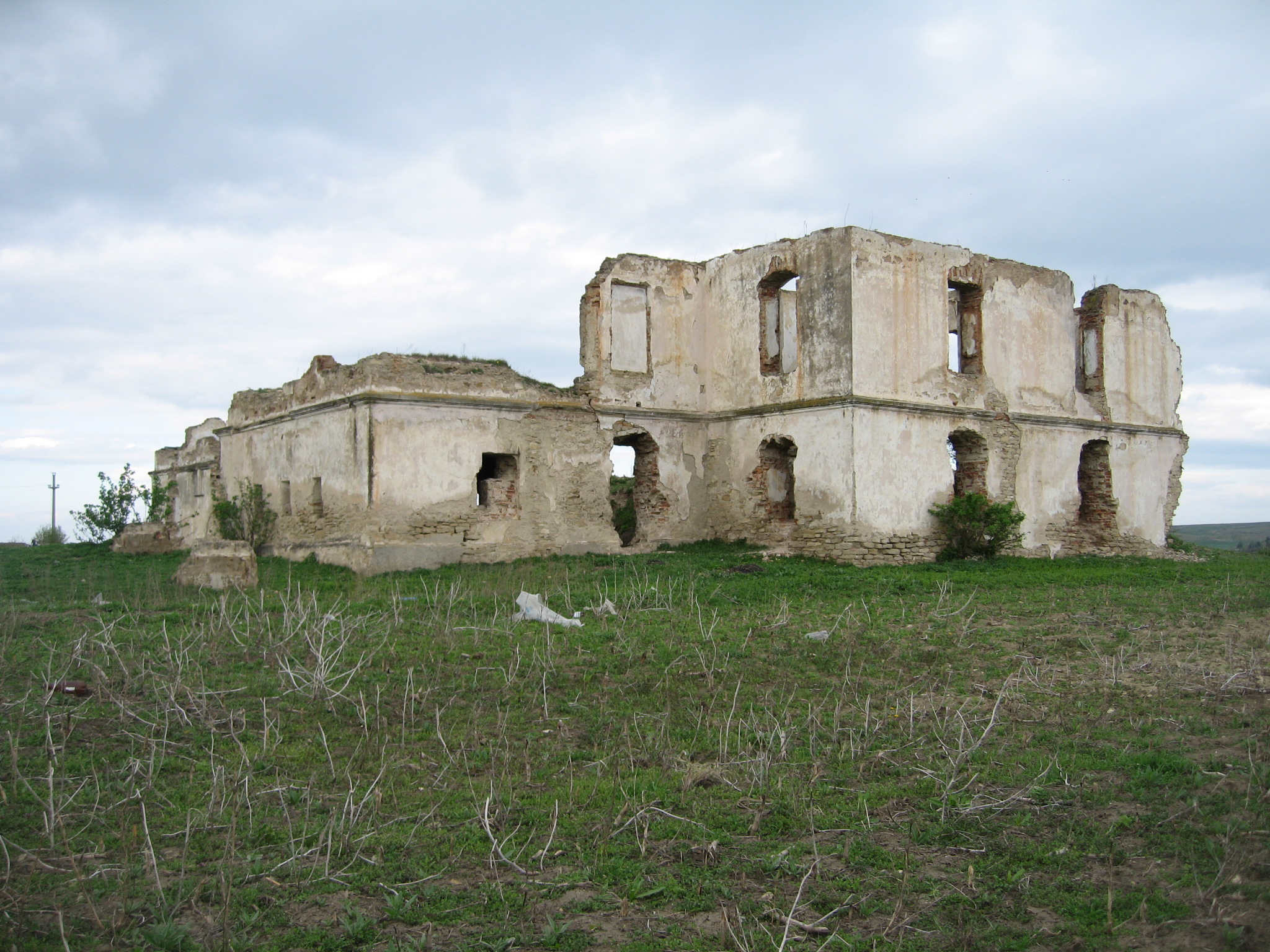
Ruinele conacului familiei Ureche din Ceplenița

După Revoluția din decembrie 1989, Conacul Cantacuzino-Pașcanu de la Ceplenița a fost distrus de localnici. În anul 2000, istoricul Ioan Caproșu, profesor la Universitatea "Alexandru Ioan Cuza" din Iași, afirma că sătenii au furat piatra din zidurile exterioare, întinse pe o lungime de 120 de metri, pentru a le duce la biserica din sat, ca să ridice un praznicar. „Este o barbarie ceea ce se întâmplă la Ceplenița. Curtea boierească a cărturarului Grigore Ureche, monument istoric datând din secolul al XVII-lea, a fost distrusă. Oamenii fură zilnic piatra din ziduri, și mă întreb ce fac factorii răspunzători de conservarea monumentelor istorice pentru a opri acest dezastru.”
Întrebat de reporterul de la ziarul Ziua, primarul Ioan Ungureanu a confirmat faptele sesizate de profesor , el declarând următoarele: „În '96, când am fost ales primar, pereții exteriori și interiori ai curții boierului Grigore Ureche erau în mare parte distruși. Oamenii au furat piatra din zidurile exterioare, întinse pe o lungime de 120 de metri. Pot spune că zidurile interioare erau distruse în proporție de 100%. Apoi a fost furată piatra și din zidurile clădirii, atât de la parter, cât și de la etaj. Acum știu că o căruță a luat cărămida de la un coș de fum al clădirii și a dus-o în curtea bisericii. Nu știu dacă acel coș de fum a căzut singur sau a fost dărâmat de preotul din Ceplenița, Adrian Cosmincu, însă cărămida este în curtea sa.” Preotul nu a dorit să ofere o explicație cu privire la faptul că piatra de la conac se află în curtea bisericii, afirmând că el nu este implicat.
Afirmațiile primarului sunt însă confirmate de către mai mulți săteni, care spun că l-au văzut pe preotul Adrian Cosmincu că a adus un tractor cu troliu de la Hârlău, a dărâmat un zid și a încărcat trei remorci de piatră și cărămidă. De asemenea, în ultimele luni și alți oameni din sat au cărat cu căruțele moloz și piatră, unii dintre ei fiind prinși în flagrant de către Poliția din Hârlău.
Primarul afirmă că a sesizat în mai multe rânduri Inspectoratul de Cultură al Consiliului Județean Iași despre distrugerea curții boierești, dar o singură dată a venit (în anul 1998) un reprezentant al Consiliului Județean care i-ar fi recomandat primarului să angajeze paznici.
Raportul Comisiei Prezidențiale pentru Patrimoniul Construit, Siturile Istorice și Naturale din septembrie 2009 se referă și el la situația Conacul Cantacuzino de la Ceplenița: „Soarta nu i se schimbă nici după 1989, devenind ținta, ca în atâtea alte cazuri, unor distrugeri sistematice care continuă, autorii fiind chiar locuitorii satului care cară material de construcție din ruinele palatului. În urmă cu câțiva ani, printre „destinațiile” acestor materiale, de care se putea beneficia gratuit (!), se găsea și biserica din sat, unde materialul era adunat pentru nouă casă parohială.” 
În prezent, din frumosul conac mai există doar ruine exterioare și niște beciuri.

## Imagini

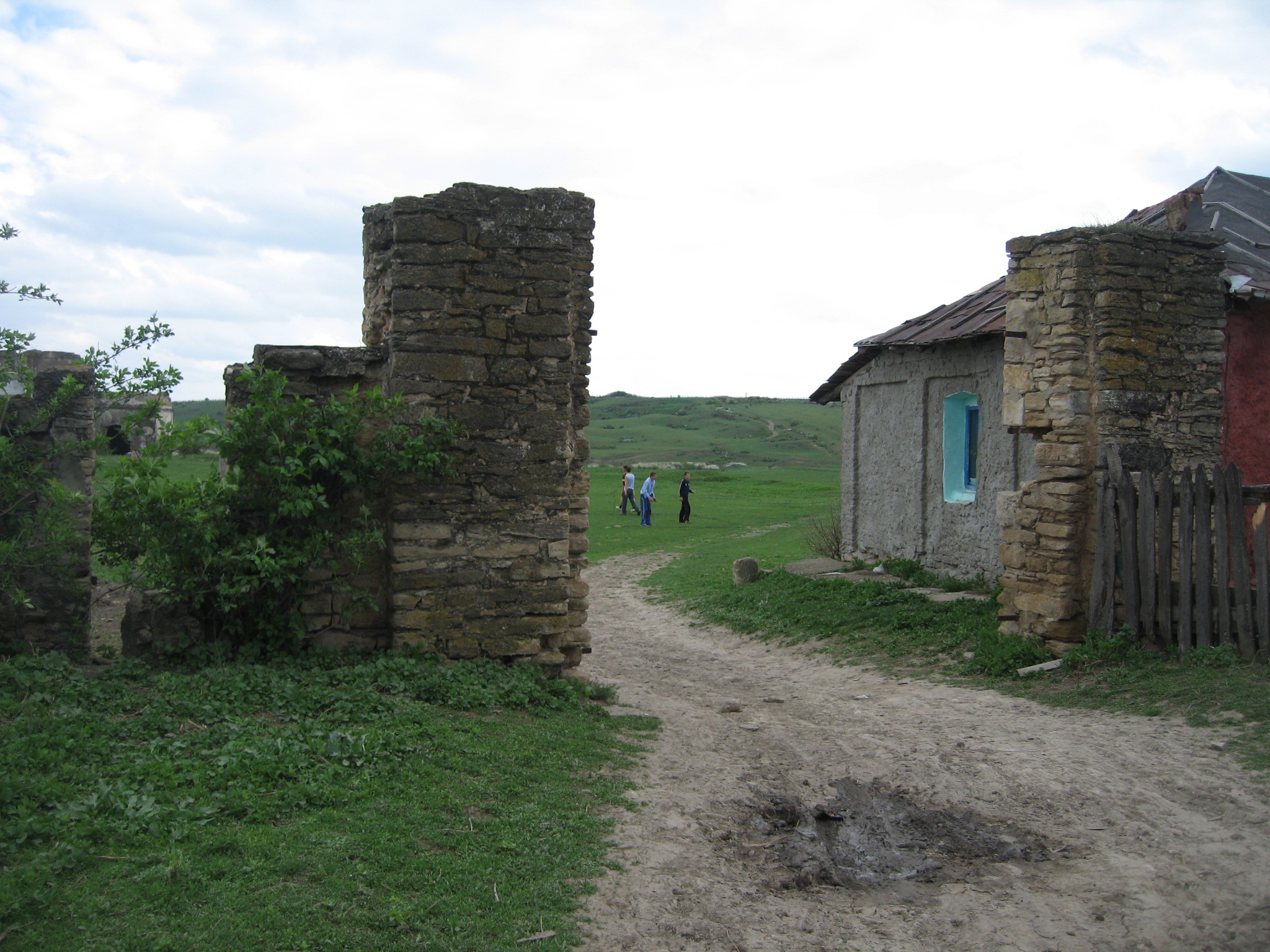
Poarta de intrare în curtea boierească
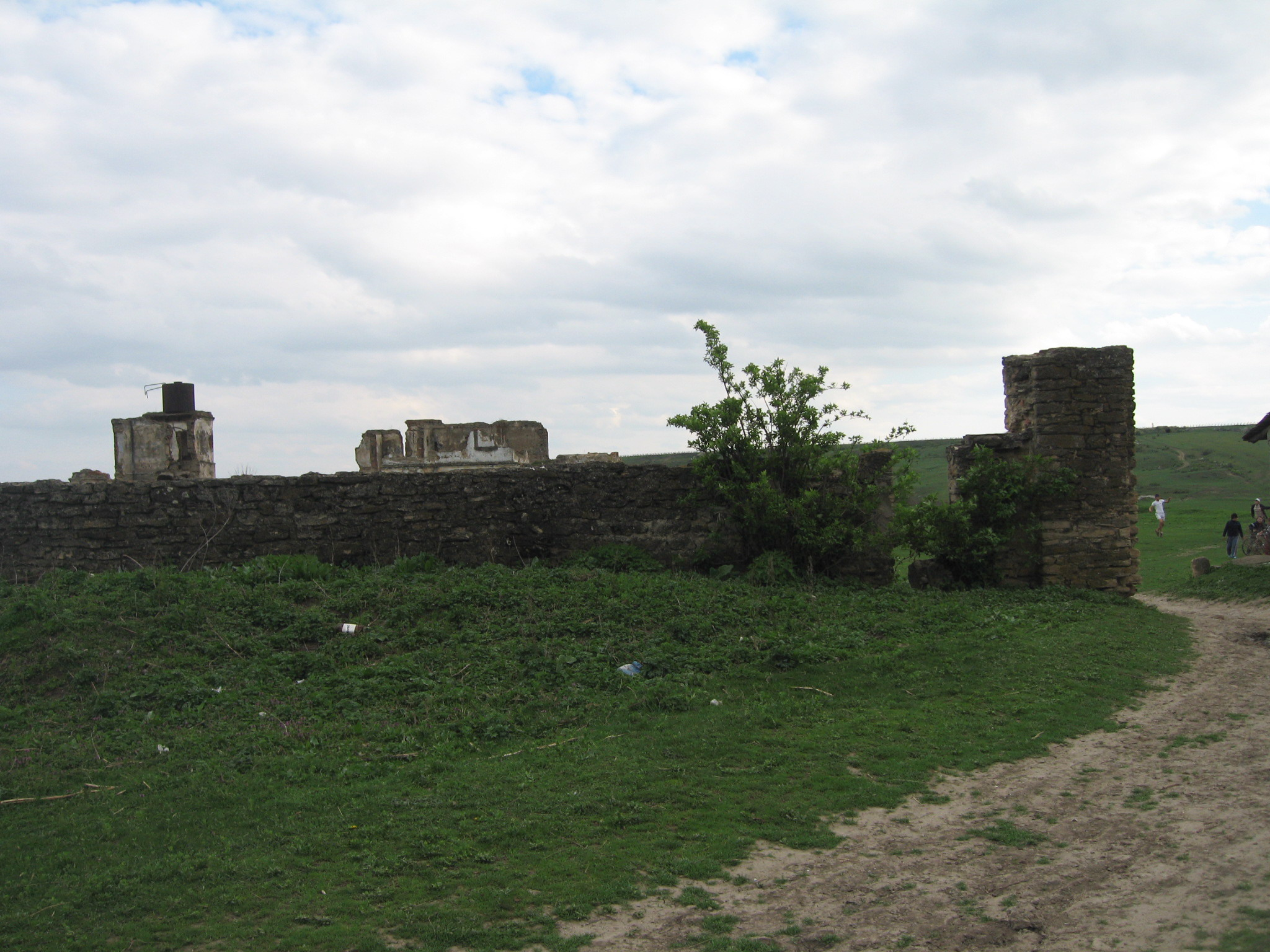
Ruinele zidului de incintă
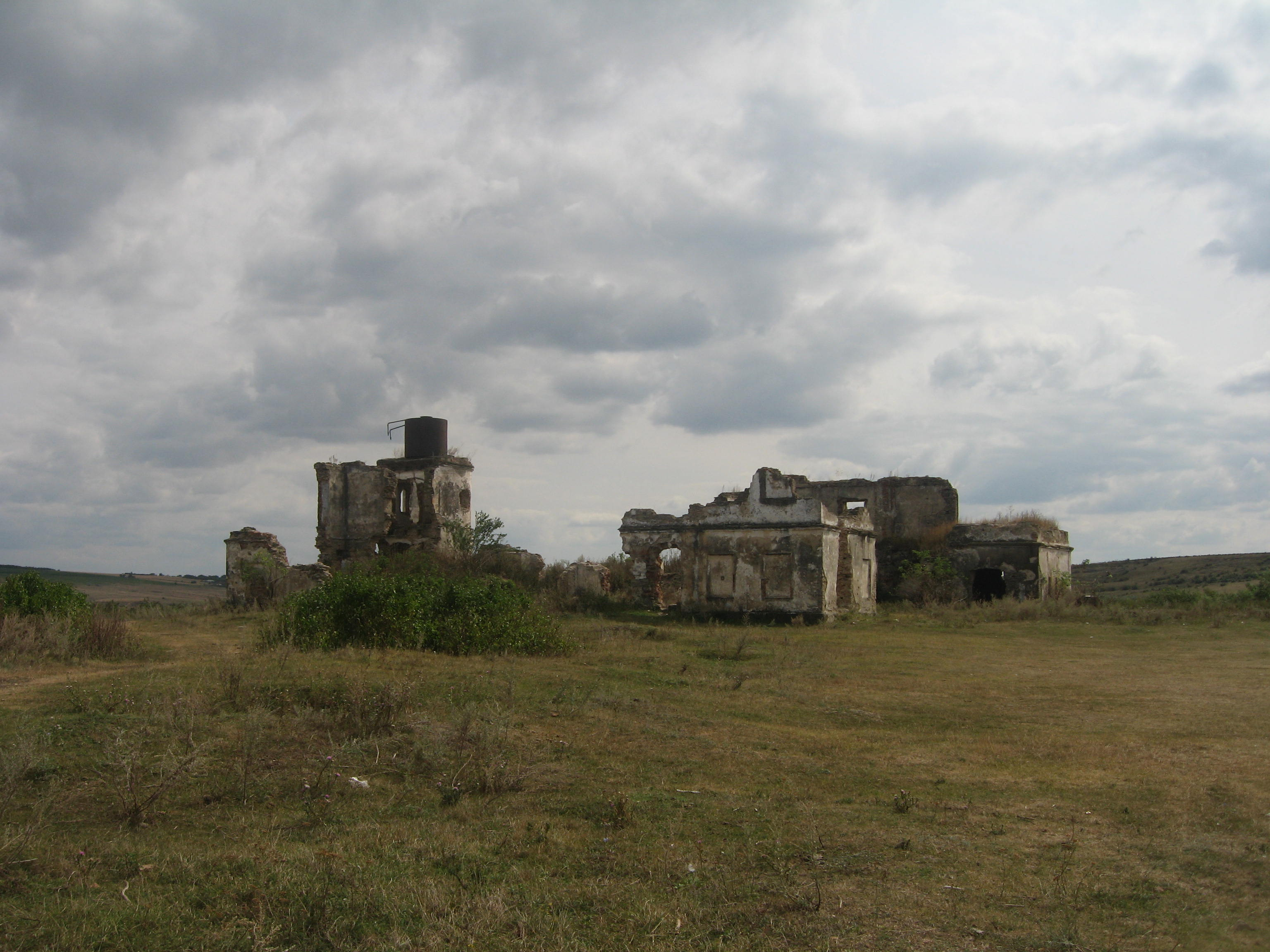
Conacul privit din faţă
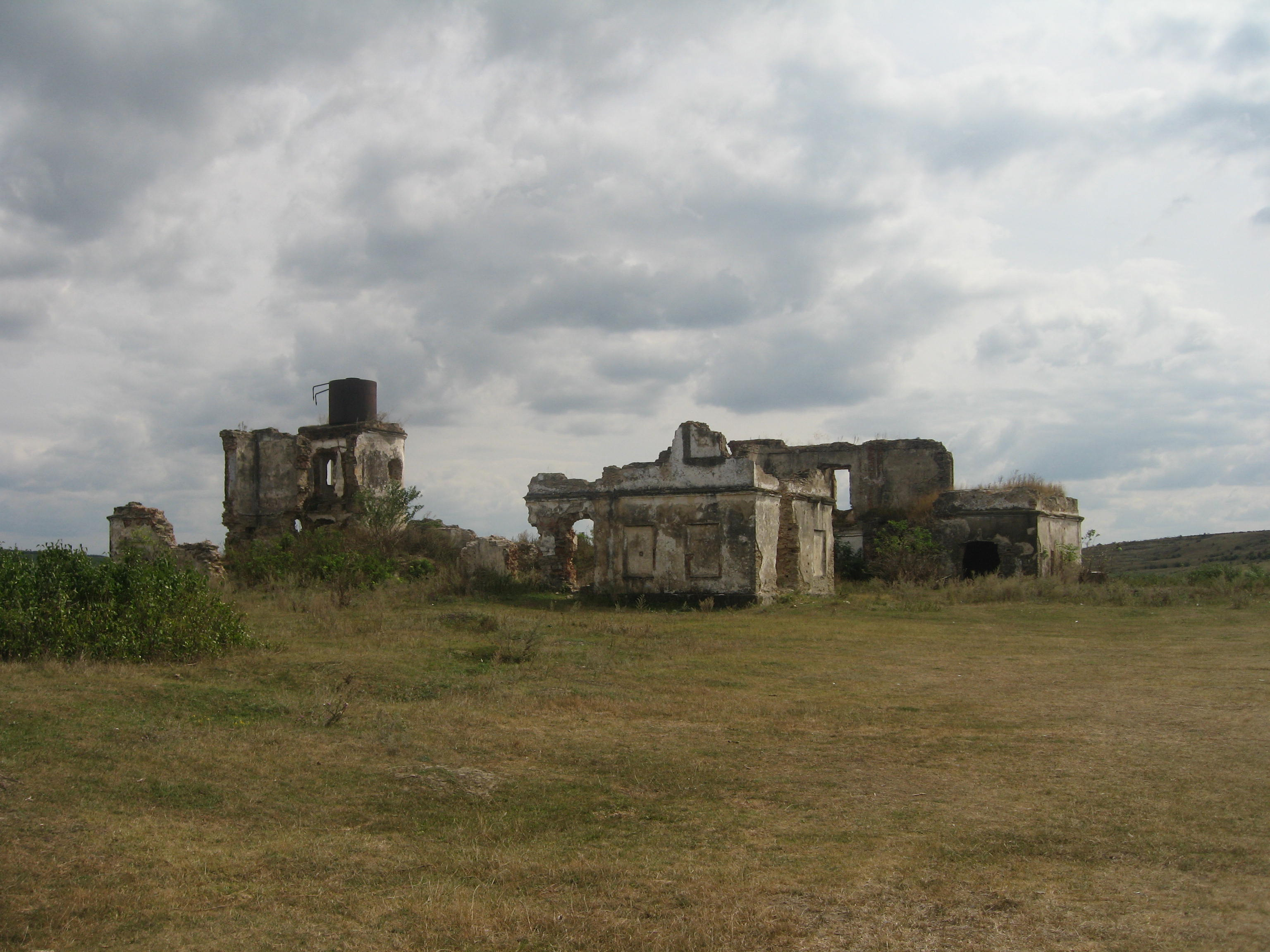
Conacul privit din faţă
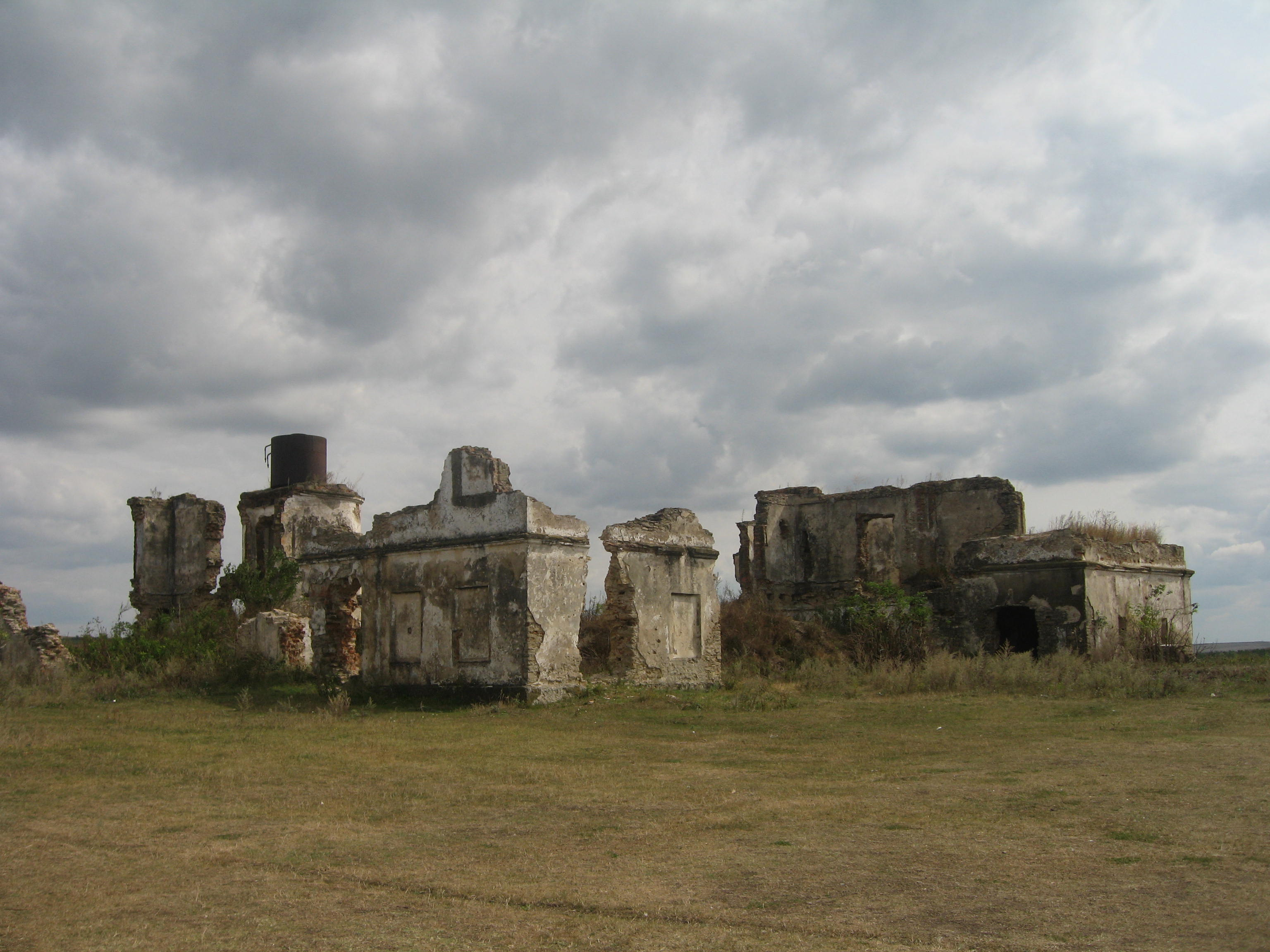
Conacul privit din partea stângă
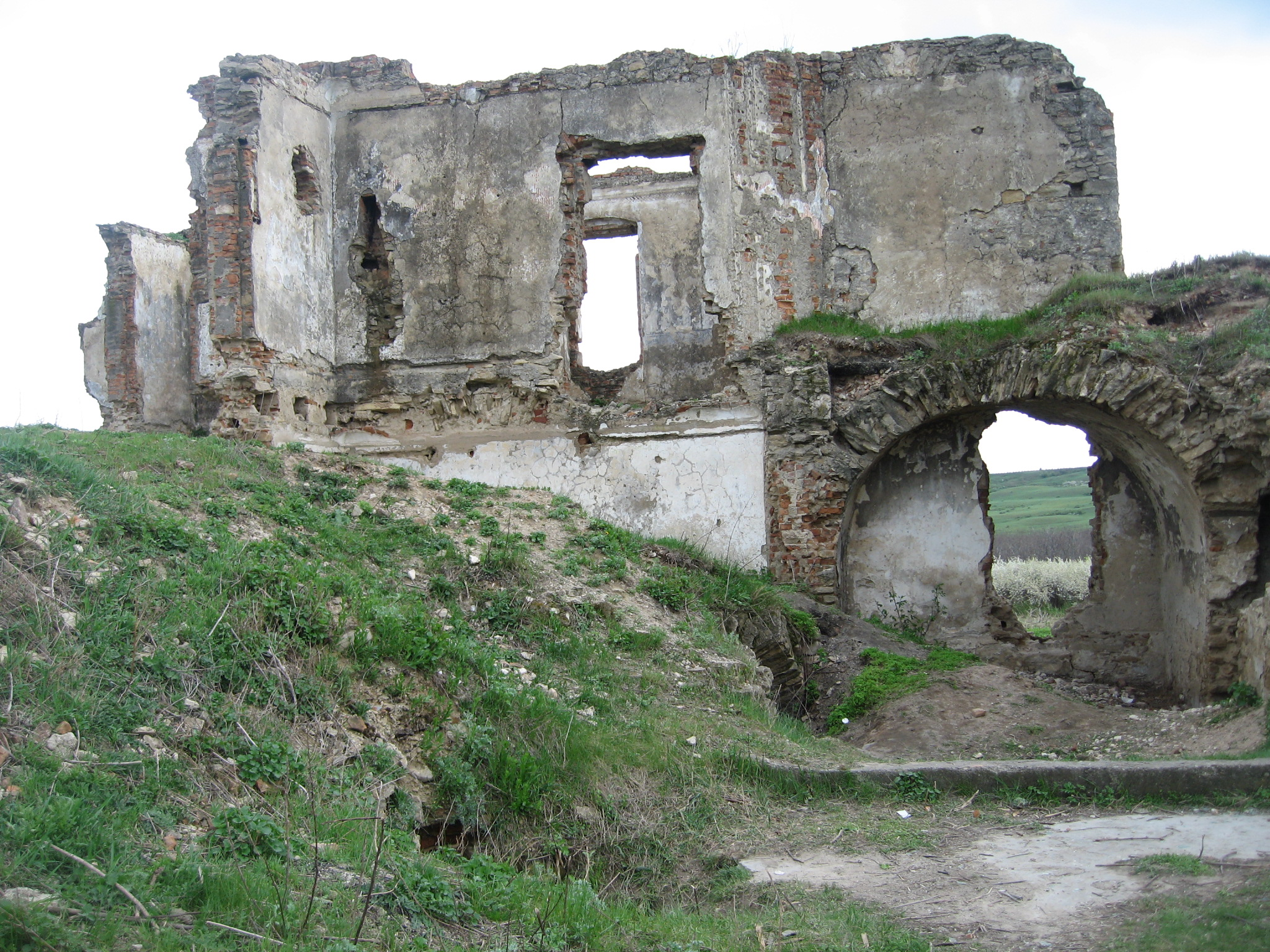
Ziduri în ruină
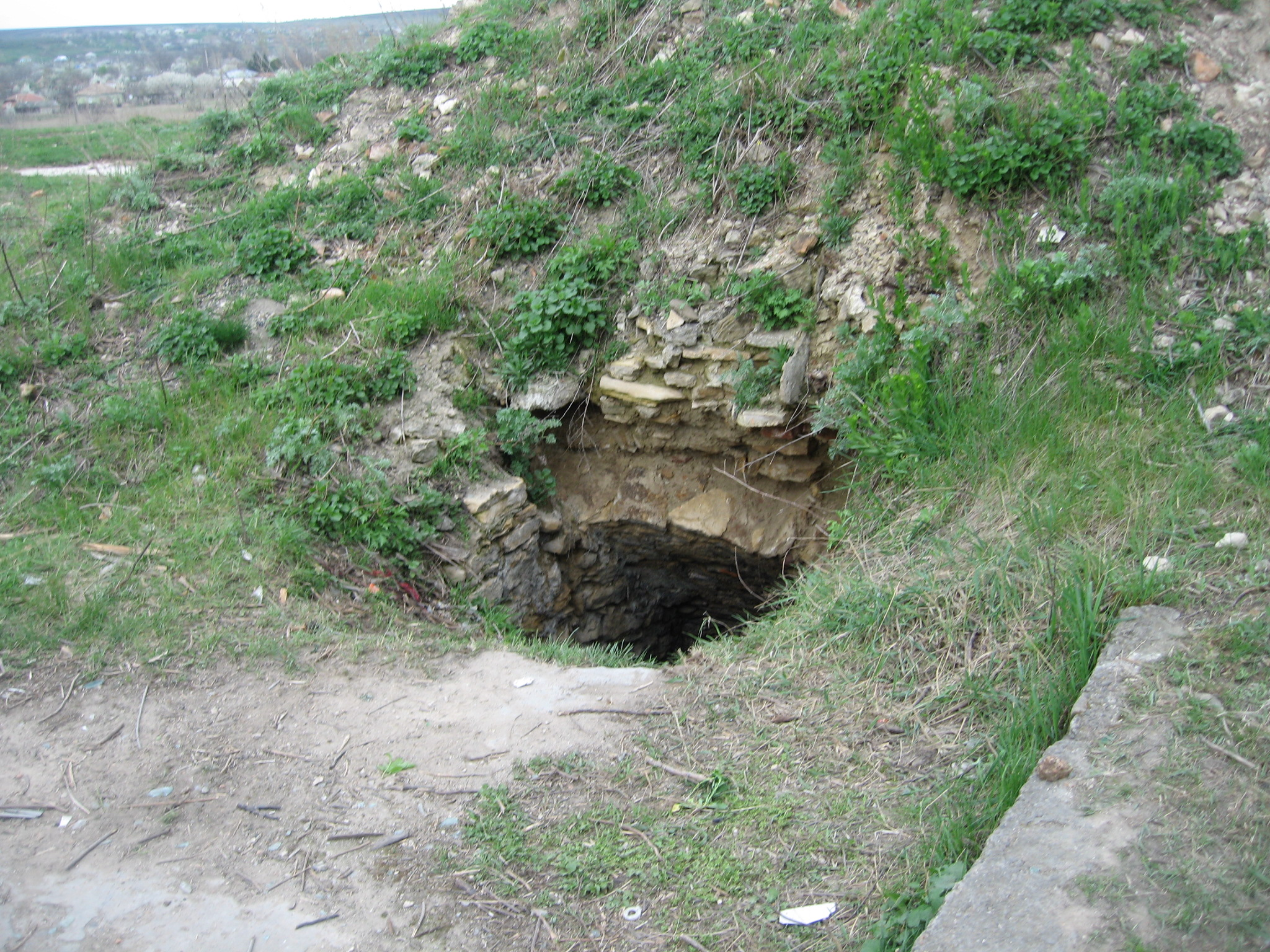
Intrarea într-o pivniţă
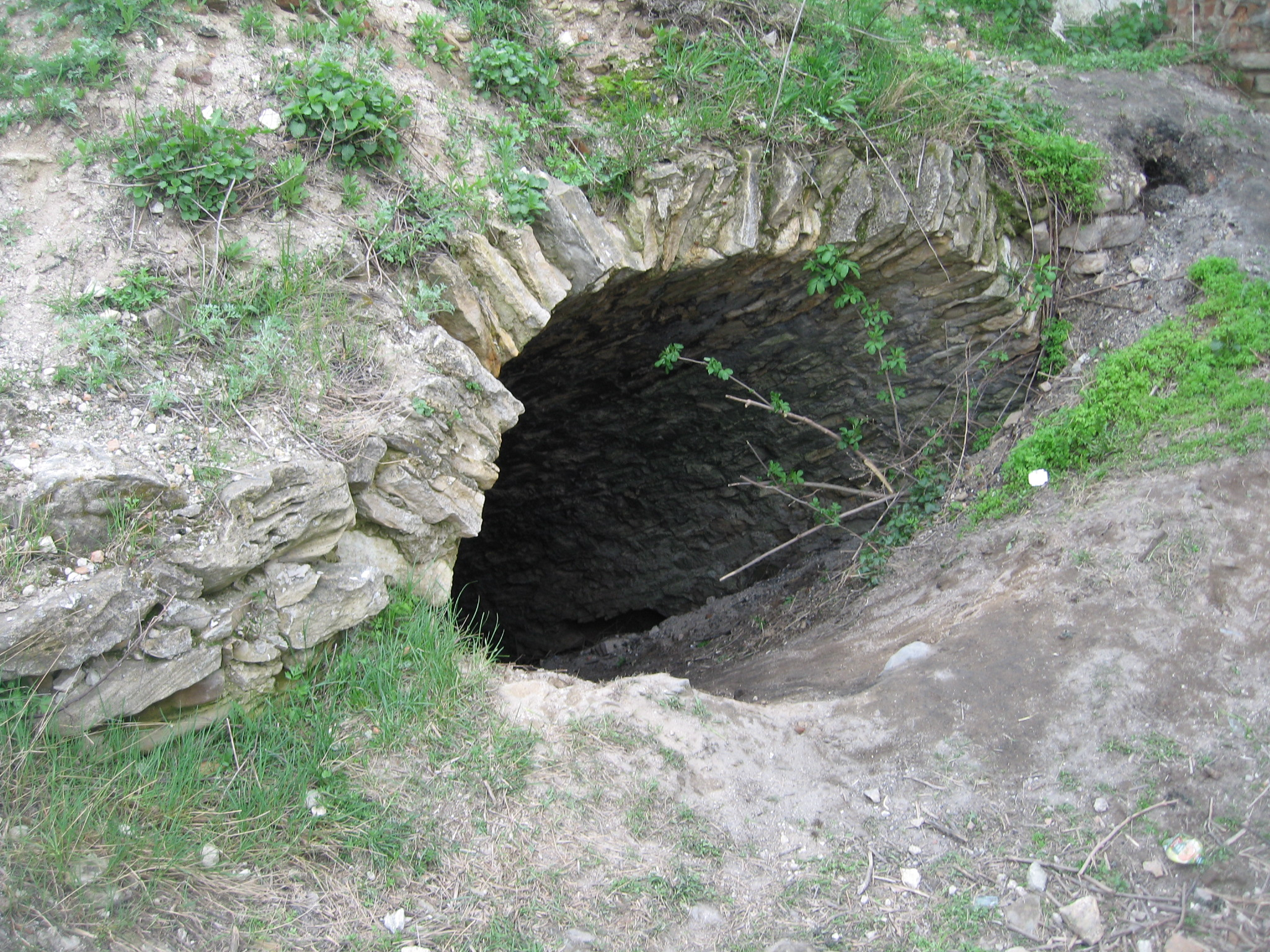
Pivniţă
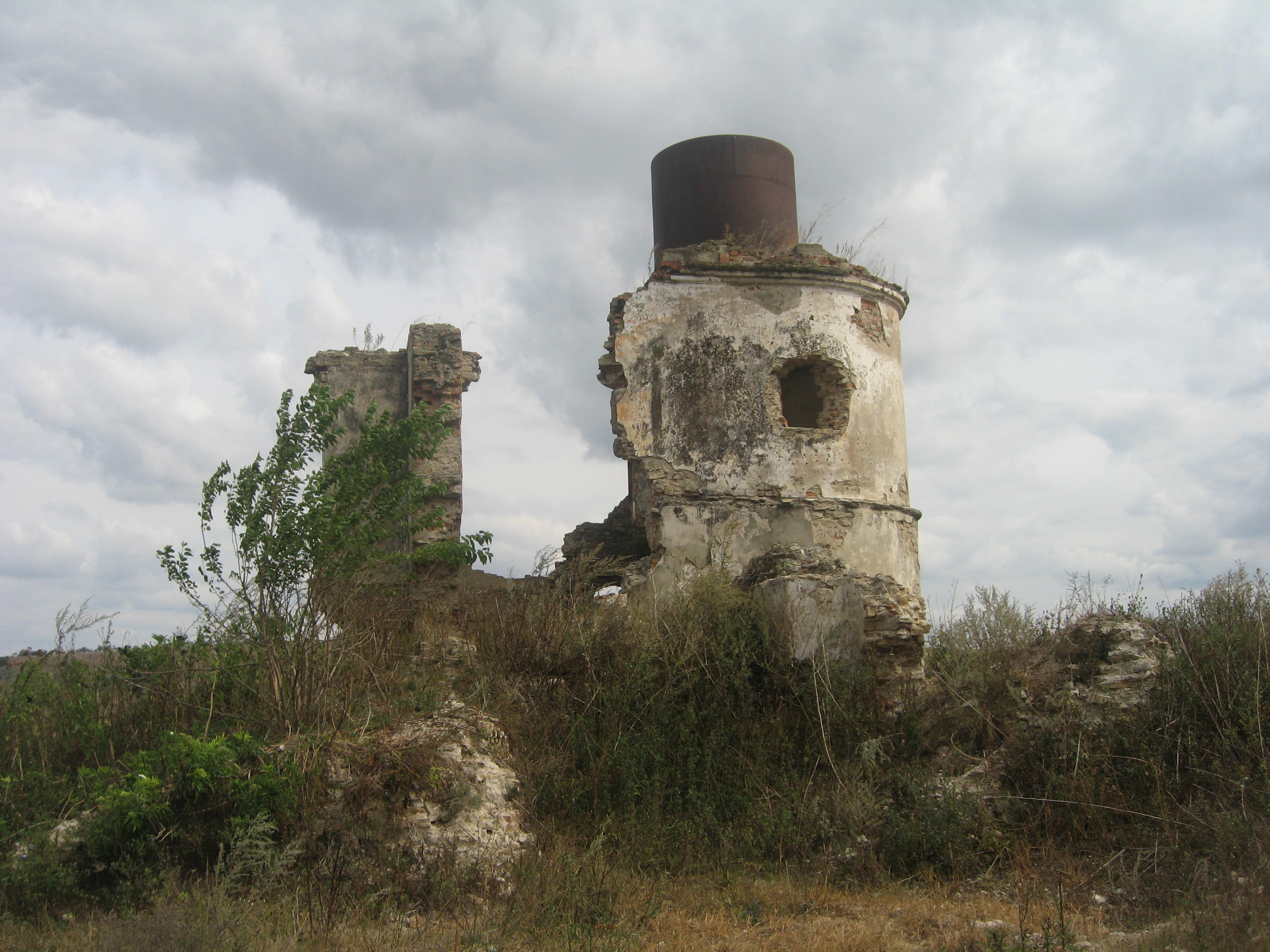
Coşul de fum
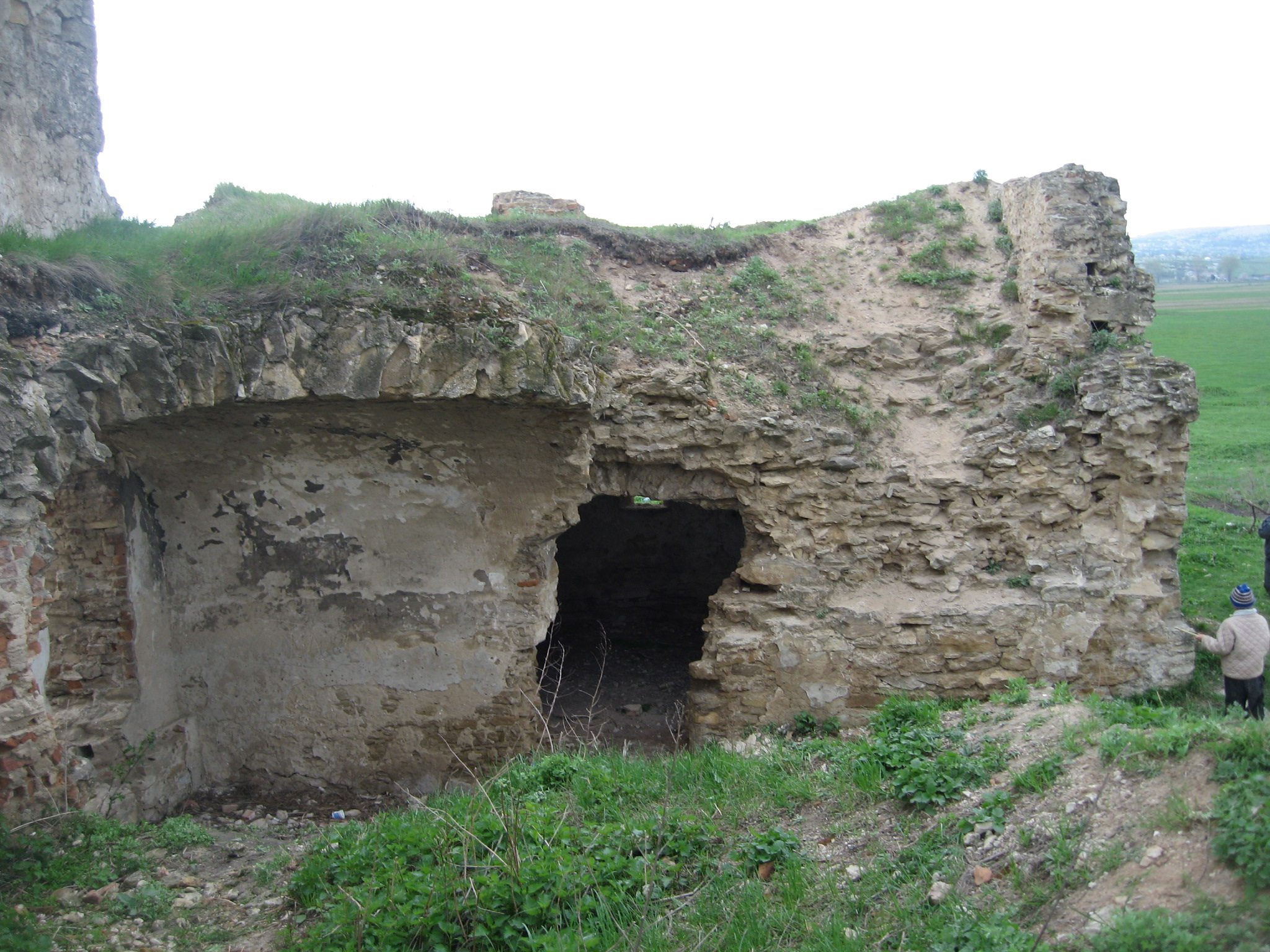
Intrare în unica încăpere păstrată a conacului
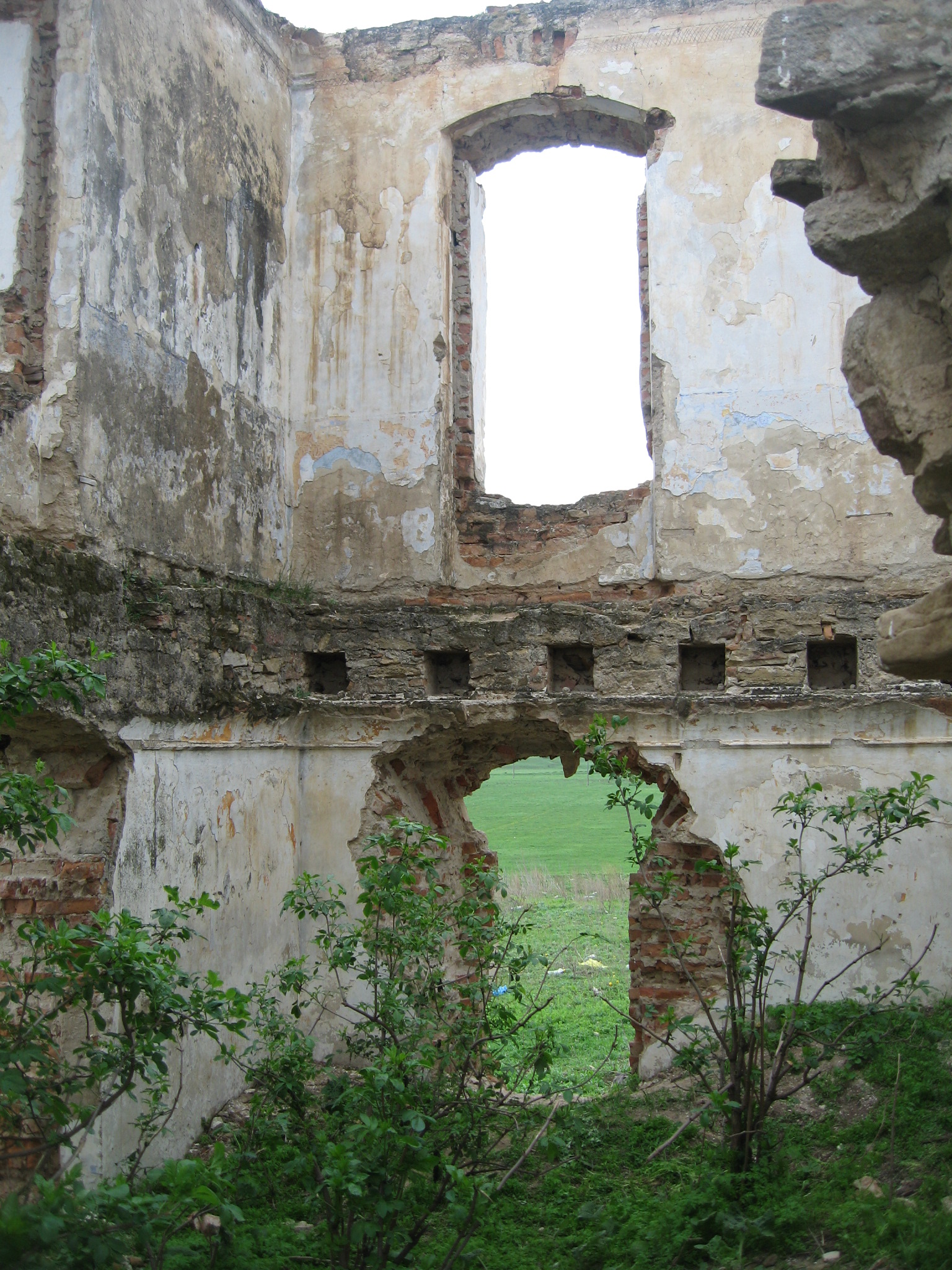
Ziduri în ruină
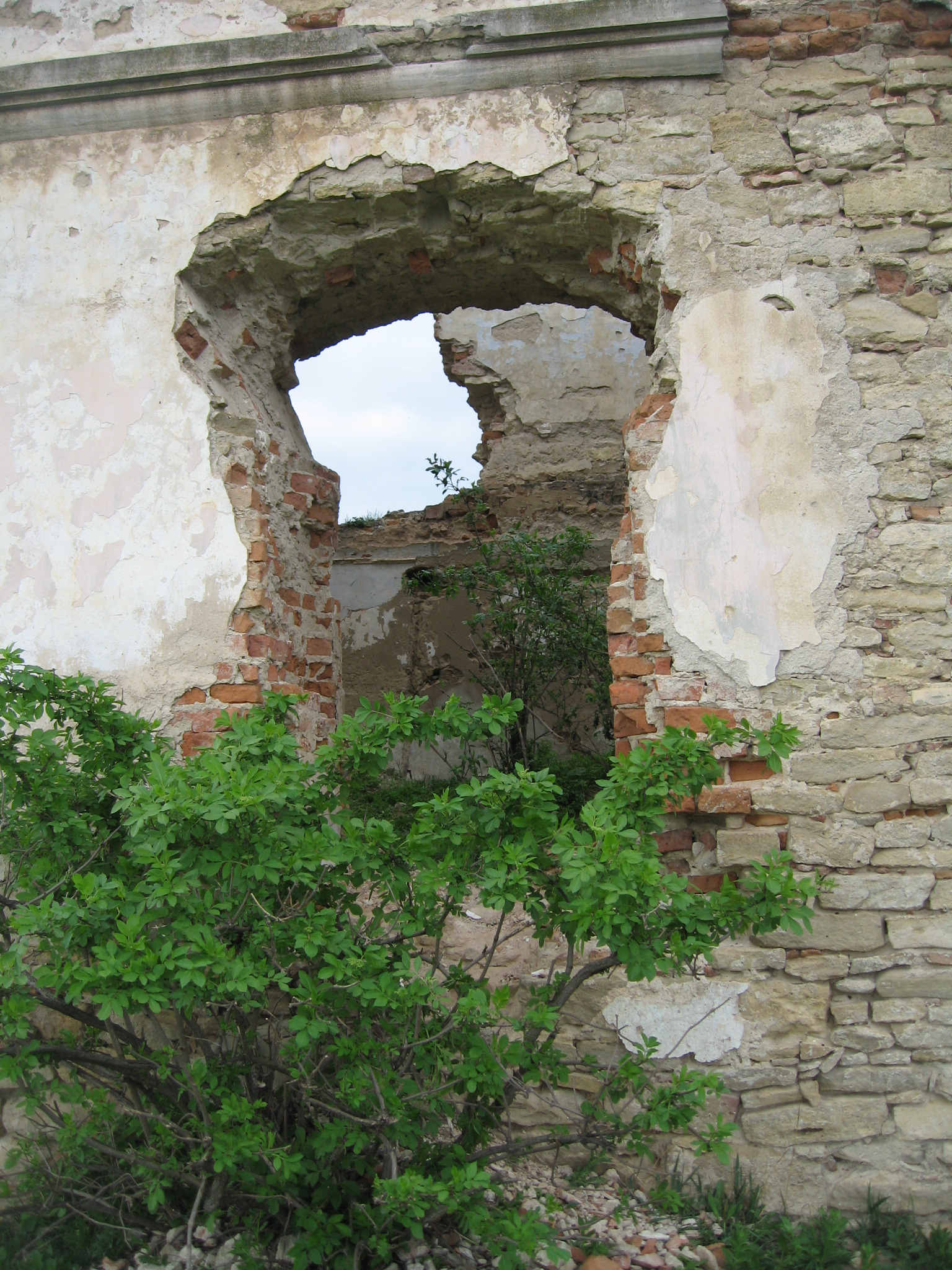
Ziduri în ruină
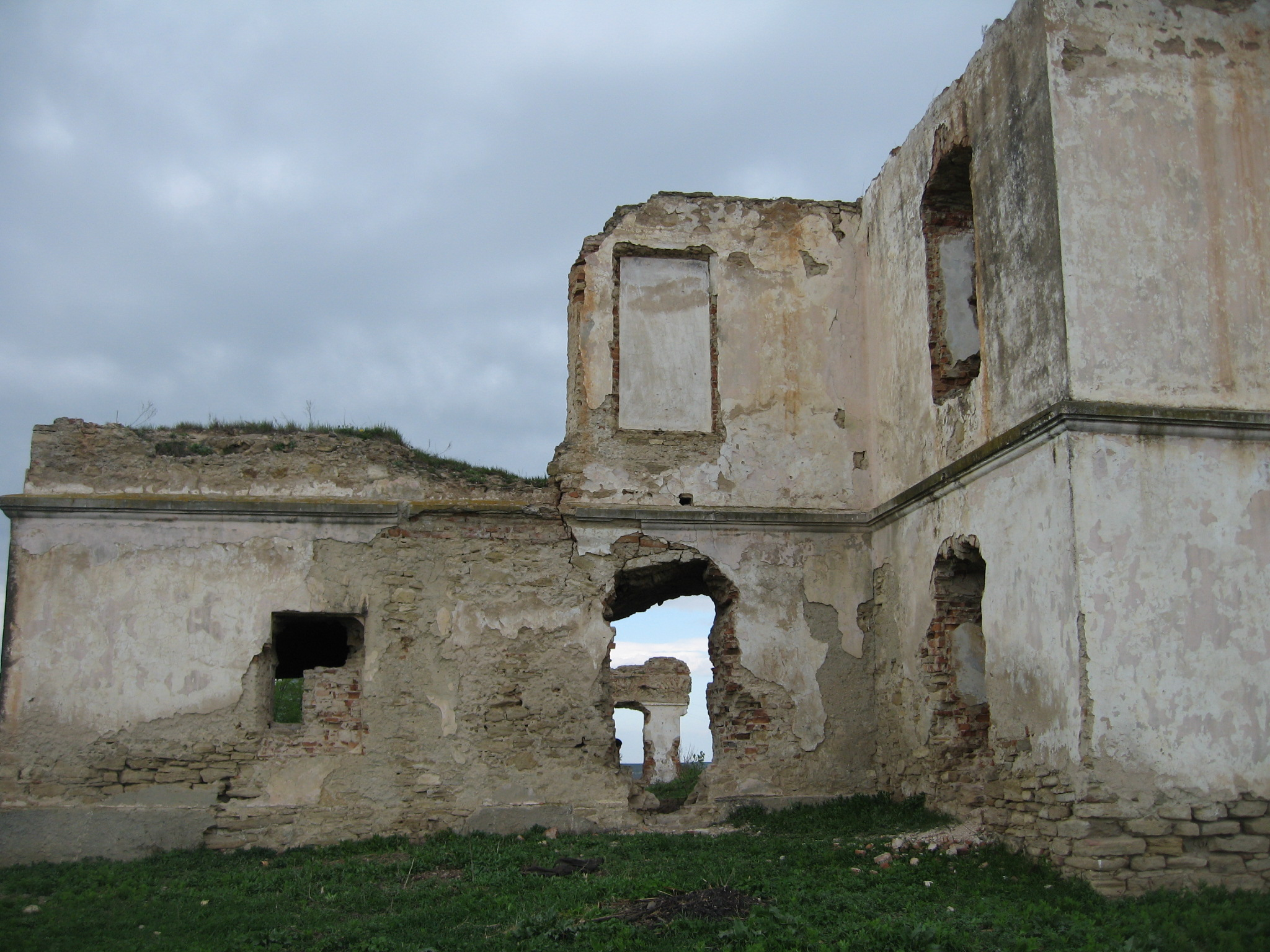
Privire din partea dreaptă
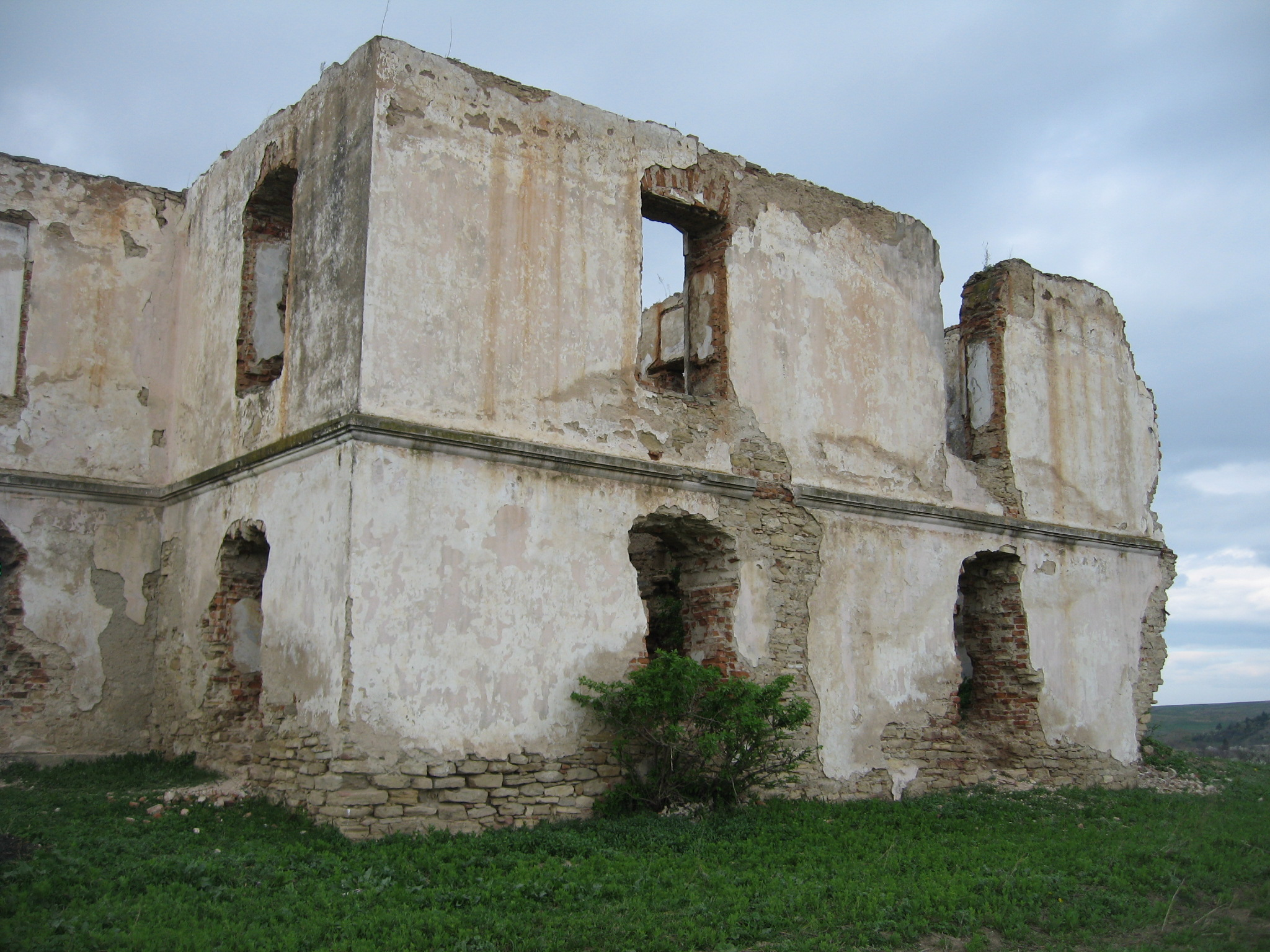
Privire din partea dreaptă
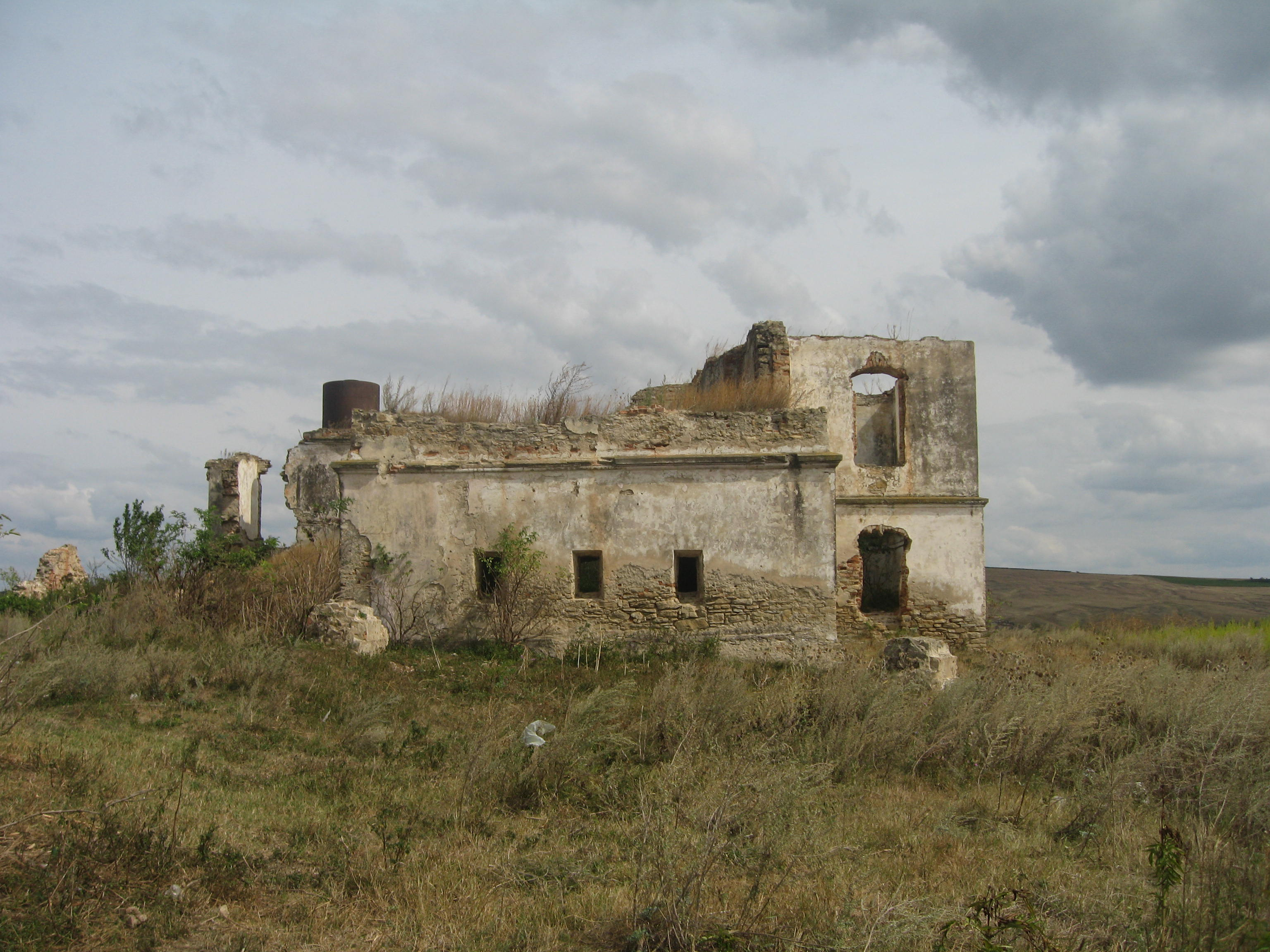
Ruine din partea dreaptă
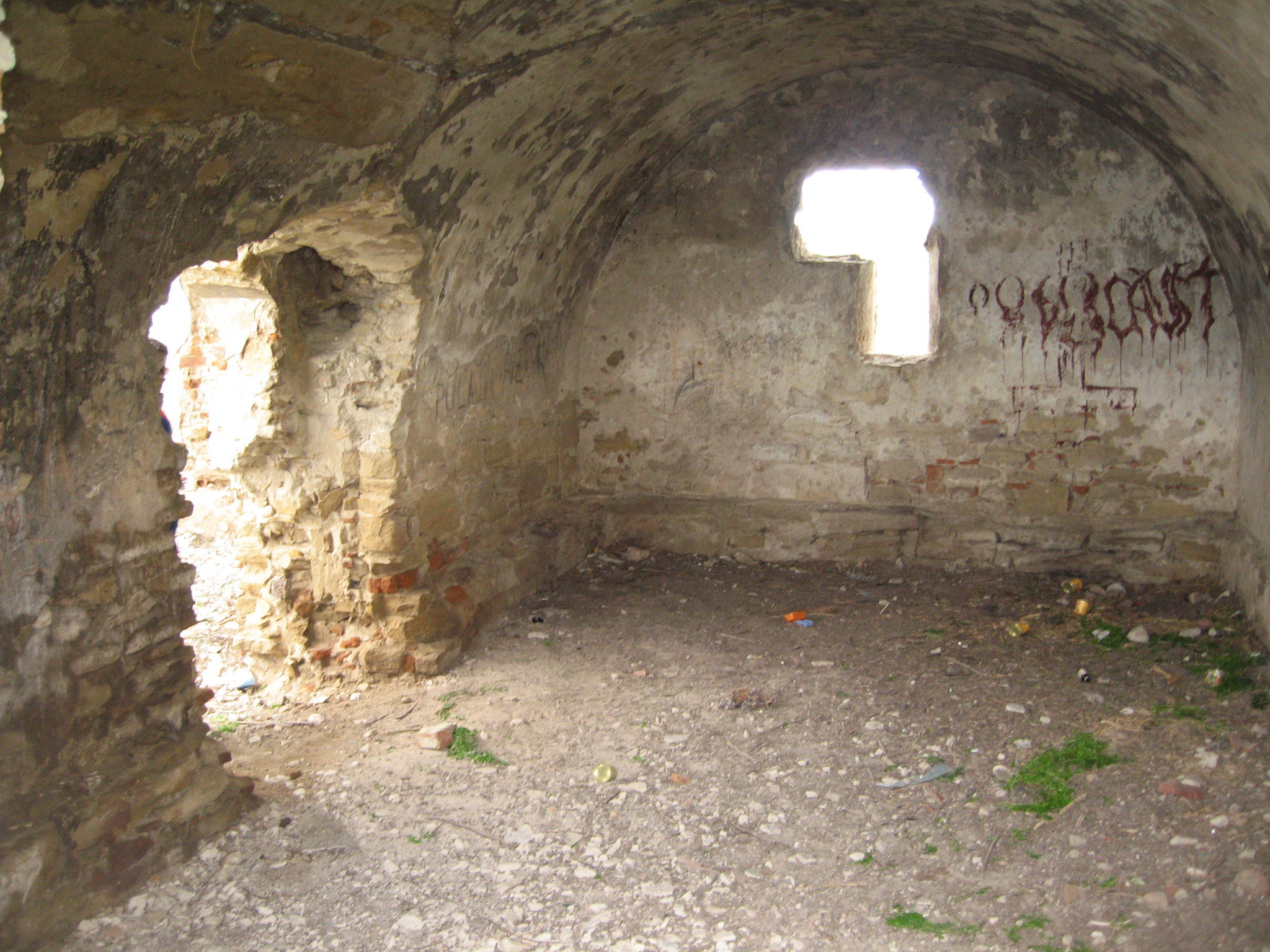
Încăpere păstrată a conacului
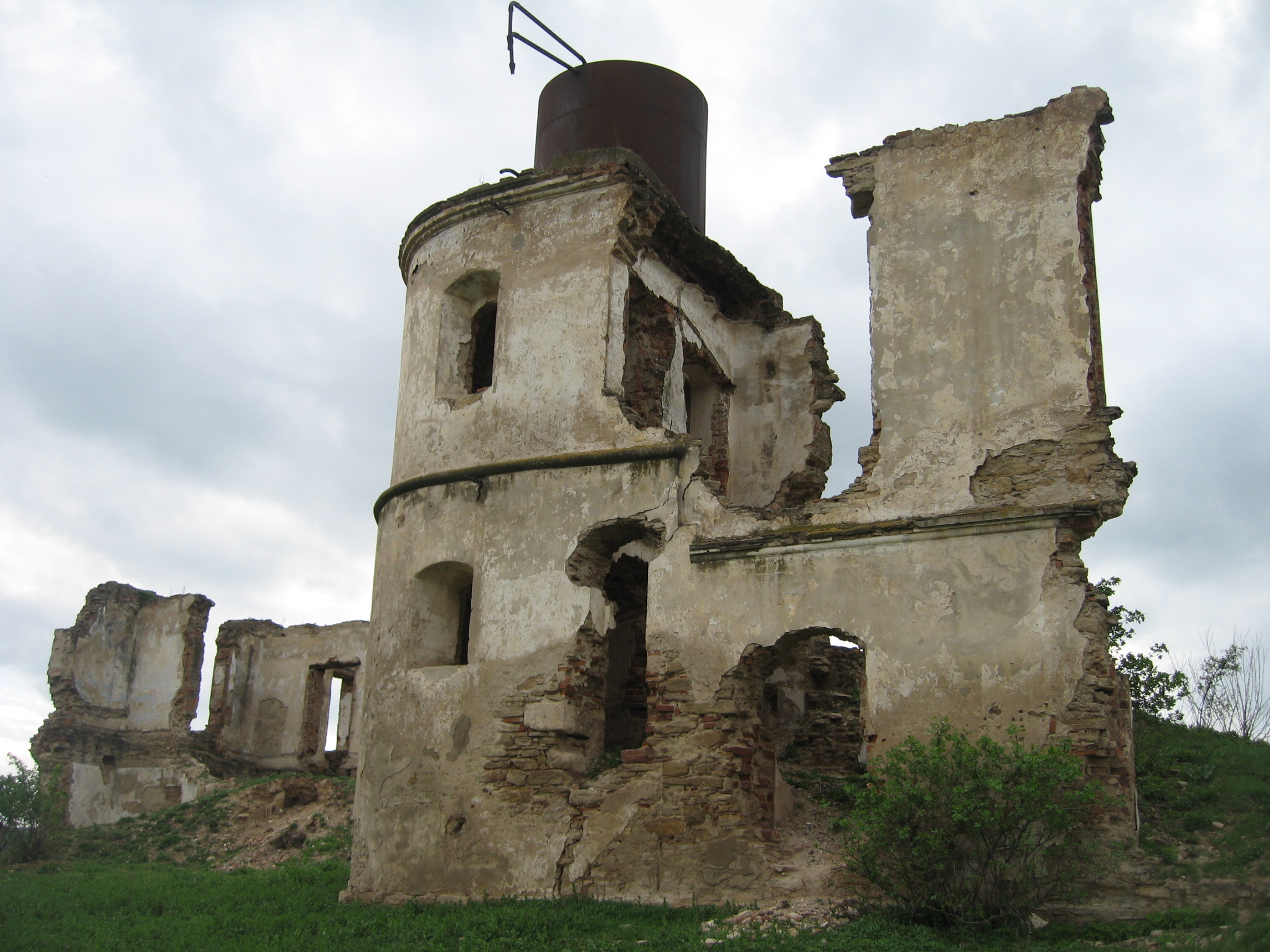
Coşul de fum
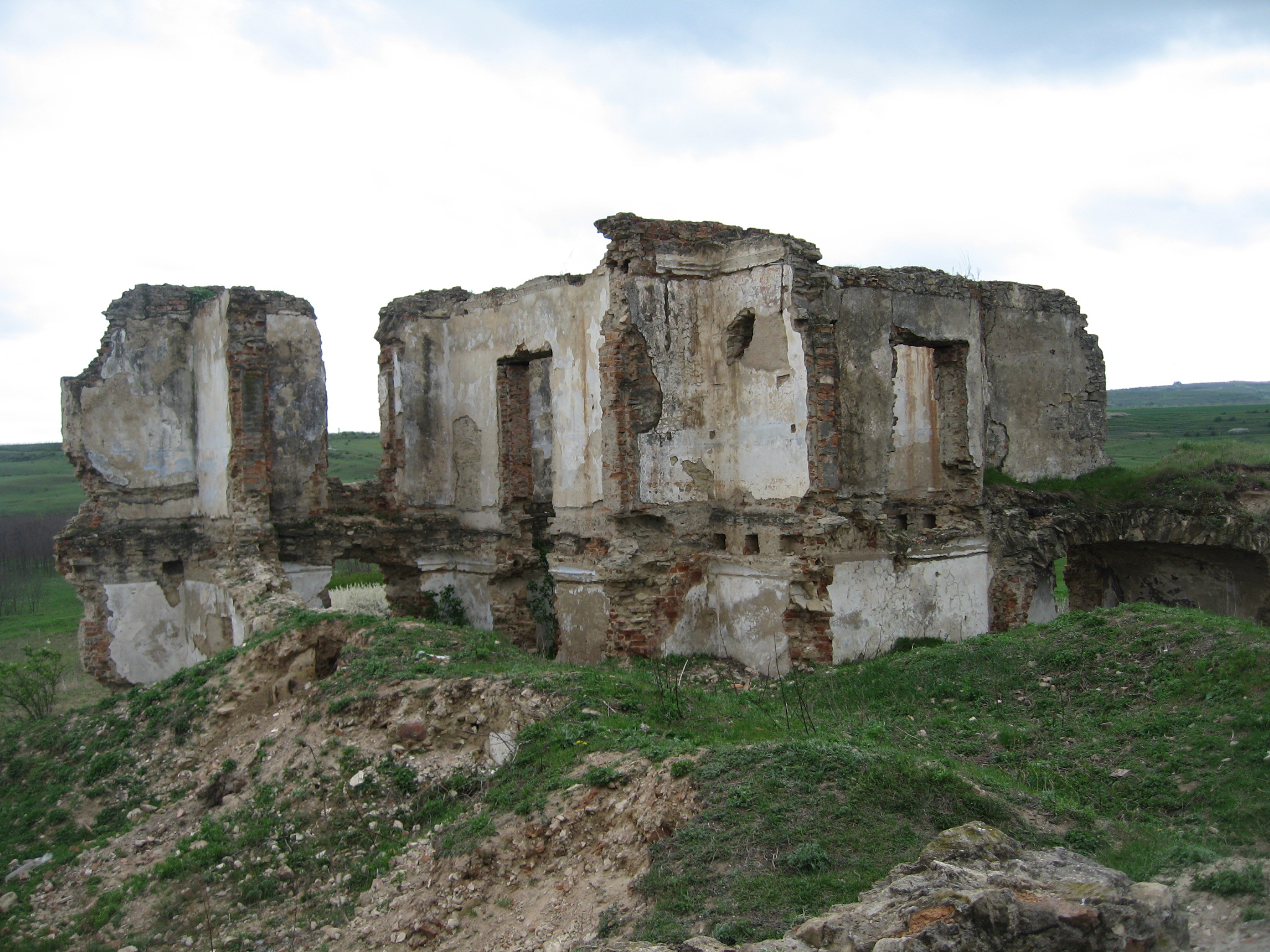
Ziduri în ruină
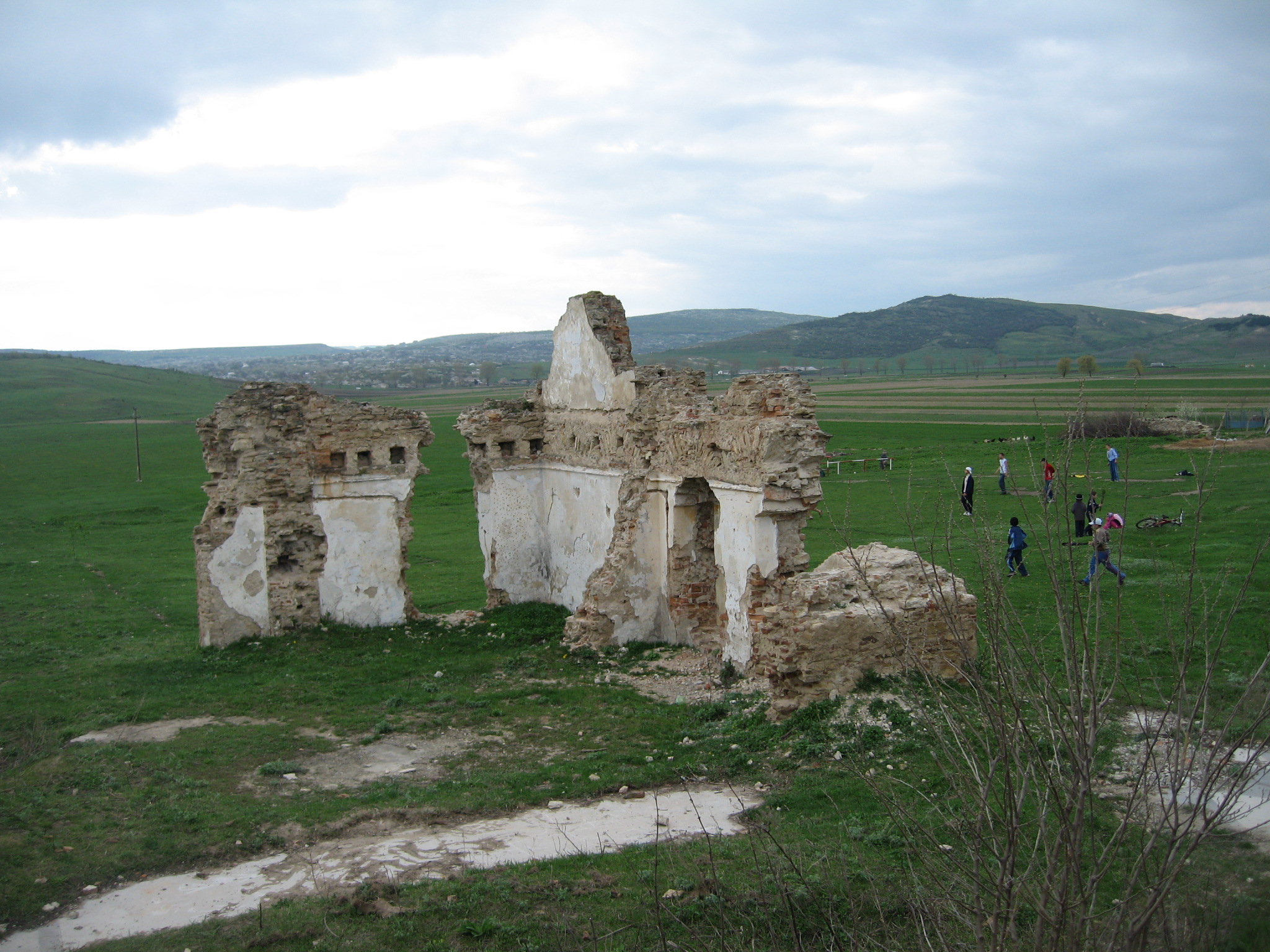
Ziduri în ruină
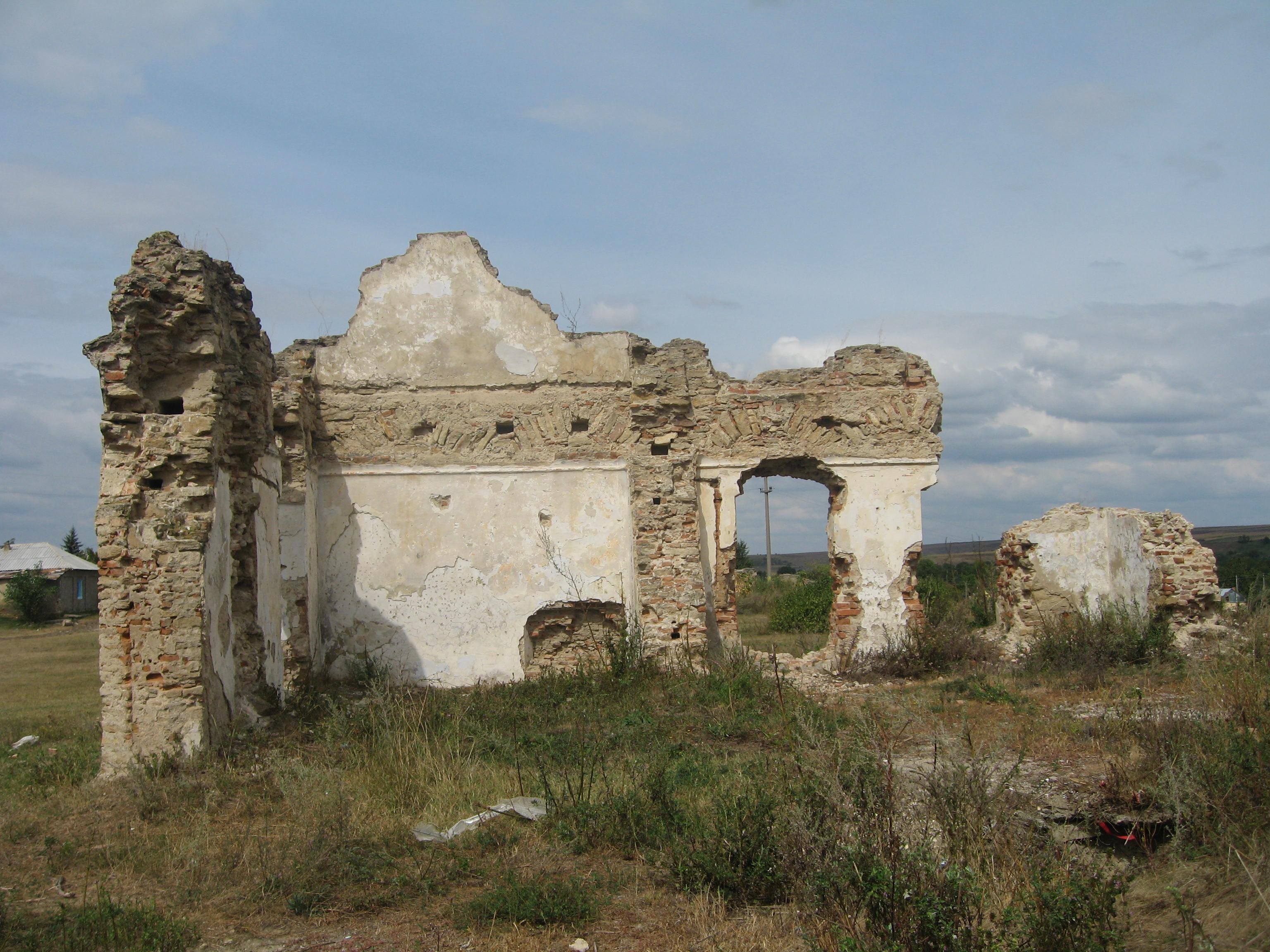
Ziduri în ruină